# Diksmuide
Diksmuide är en kommun i Belgien.   Den ligger i provinsen Västflandern och regionen Flandern, i den västra delen av landet, 110 km väster om huvudstaden Bryssel. Antalet invånare är 16 332. Arean är 149 kvadratkilometer. Diksmuide är huvudort för arrondisementet med samma namn.
Terrängen i Diksmuide är mycket platt.
Trakten runt Diksmuide består till största delen av jordbruksmark. Runt Diksmuide är det ganska tätbefolkat, med 144 invånare per kvadratkilometer.